# Neoplanorbis tantillus
Neoplanorbis tantillus е изчезнал вид коремоного от семейство Planorbidae.